# Фазна модулација
Фазна модулација је врста модулације при којој се фазни помак носеће фреквенције мијења пропорционално сигналу корисне информације. Амплитуда носеће фреквенције се држи константном. Уз амплитудну и фреквентну модулацију, представља једну од три основне врсте модулације. Због сличности, фазна и фреквентна модулација се једним именом зову угаона модулација (енгл. angle modulation).
Ако је сигнал информације аналогни сигнал (глас, музика), фазни помак носеће фреквенције ће се мијењати континуално у одређеном опсегу. Ако је сигнал информације дигитални сигнал, фазни помак носеће фреквенције може имати двије или више дискретних вриједности. У најједноставнијем облику ПСК (енгл. PSK, Phase Shift Keying) фазни помак може да се одржава на једној вриједности за дигиталну нулу, а на другој за јединицу.

## Фреквентна или фазна модулација?
Фреквентна и фазна модулација су врло сличне: није могуће мијењати само фазу без промјене фреквенције, и обрнуто. Разликујемо их само у томе која особина носиоца се директно мијења. Ако се директно мијења фреквенција, а индиректно фаза, говоримо о фреквентној модулацији. Ако се директно мијења фаза, а индиректно фреквенција, говоримо о фазној модулацији.

## Примјена
Ријетко се користи за радио пренос. Често се користи у дигиталним синтисајзерима музике.

## Могући облици модулације
Размотримо математички израз за синусоидални талас:
 = Vp sin (2πft+θ) или
 = Vp sin (ωt+θ)
гдје је
- = тренутна вриједност синусоидалног напона
- = вршна вриједност синусоидалног напона
- = фреквенција (Hz)
- ω = 2π = угаона брзина
- = вријеме (s)
- ω = 2π = угао у радијанима
- θ = фазни угао

Из овога можемо видјети да постоје три начина модулације, зависно од тога на који начин се мијења носилац. То су амплитудна, фреквентна и фазна модулација.